# Best of Both Worlds (Robert Palmer)
Best of Both Worlds is een nummer van de Britse zanger Robert Palmer uit 1978. Het is de eerste single van zijn vierde soloalbum Double Fun.
Hoewel het nummer flopte in Palmers thuisland het Verenigd Koninkrijk, betekende het Palmers doorbraak in het Nederlandse taalgebied. Het nummer bereikte de 17e positie in de Nederlandse Top 40, en de 4e in de Vlaamse Radio 2 Top 30. Na het succes van "Best of Both Worlds" wordt voorganger "Every Kinda People", wat eerder al een hit was in het Verenigd Koninkrijk, opnieuw uitgebracht in het Nederlandse taalgebied. Het nummer wordt tevens gebruikt als herkenningstune van de Nederlandse TROS-dramaserie Fort Alpha.

## NPO Radio 2 Top 2000
| Nummer met noteringen in de NPO Radio 2 Top 2000 | '99  | '00 | '01  | '02  | '03  | '04  | '05  | '06  | '07  | '08  | '09  | '10  | '11  | '12  | '13  | '14  |
| ------------------------------------------------ | ---- | --- | ---- | ---- | ---- | ---- | ---- | ---- | ---- | ---- | ---- | ---- | ---- | ---- | ---- | ---- |
| Best of Both Worlds                              | 1199 | -   | 1483 | 1148 | 1081 | 1118 | 1463 | 1353 | 1771 | 1394 | 1401 | 1543 | 1657 | 1799 | 1708 | 1882 |

1. ↑  Een '-' betekent dat het nummer niet was genoteerd en een vetgedrukt getal geeft de hoogste notering aan.
2. ↑  Deze tabel is bijgewerkt tot en met de laatste editie (2024).